# Château de Ulsan
Le Château japonais de Ulsan (Hangul: 울산왜성, japonais: 蔚山倭城) est un château de style japonais situé à Ulsan, en Corée du Sud, construit durant les invasions japonaises de Corée (1592–1598) par l'armée de Katō Kiyomasa. Il fut assiégé par les forces coréennes et chinoises en 1597 et 1598. Aujourd'hui, le château d'Ulsan est presque ruiné par l'urbanisation de la ville.

## Caractéristiques
- Yagura (tour de garde) : 12.
- Fossés, portes et autres ouvrages.
- Date de construction : novembre 1597 (documenté).
- Fondateur : Katō Kiyomasa.
- Statut : 7e monument d'Ulsan.
- Emplacement : Hakseong-dong, Jung-ju, Ulsan.

## Source de la traduction
- (en) Cet article est partiellement ou en totalité issu de l’article de Wikipédia en anglais intitulé « Ulsan Japanese Castle » (voir la liste des auteurs).